# Bonifacio de Blas y Muñoz
Bonifacio de Blas i Muñoz (Villacastín, 14 de maig de 1827 – Madrid, 3 d'abril de 1880) va ser un polític i advocat espanyol, ministre del govern espanyol durant el sexenni democràtic.

## Biografia
A les eleccions generals espanyoles de 1869 fou elegit diputat per Segòvia pel Partit Constitucional. Va prestar els seus serveis com a ministre d'Estat des de 1871 fins a 1872 en el gabinet presidit per Práxedes Mateo Sagasta, durant el regnat del Rei Amadeu I. En una gestió diplomàtica al Marroc (1871) amb el príncep Mulei Abdallah va donar proves de la seva habilitat com a home públic. De 1877 a 1878 fou senador per la Corunya i en 1878 fou nomenat senador vitalici. Fou membre de la francmaçoneria.

## Obres
- Lecciones de Derecho Político (A.P.) (vol.I, p.533).